# Frank CFA
Frank CFA (v francoščini: franc CFA [fʁɑ̃ seɛfɑ], pogovorno le franc) je poimenovanje dveh uradnih valut, ki se uporabljata v več afriških državah: zahodnoafriški in srednjeafriški frank FCA. Uradno gre za dve ločeni valuti, vendar sta v praksi medsebojno zamenljivi. Teoretično bi lahko valuti imeli različno vrednost, če bi se tako odločile lokalne oblasti ali Francija. Za obe valuti jamči francoska zakladnica. 
Obe vrsti franka CFA imata fiksni menjalni tečaj z evrom: 100 frankov CFA = 1 (bivši) francoski frank = 0,152449 € oziroma 1 € = 655,957 frankov CFA.
Mednarodna oznaka po ISO 4217 za srednjeafriški frank CFA je XAF in za zahodnoafriški frank CFA XOF.

## Uporaba
Franke CFA uporablja kot uradno valuto 14 držav, in sicer 12 bivših francoskih kolonij v zahodni in srednji Afriki ter Gvineja Bissau (bivša portugalska kolonija) in Ekvatorialna Gvineja (bivša španska kolonija). Teh 14 držav ima skupno 147,5 milijona prebivalcev (podatek iz leta 2013) in skupen bruto družbeni proizvod 166,6 milijarde ameriških dolarjev (leta 2012).

## Kritike
Frank CFA je kot valuta deležen kritik, da nerazvitim državam francoske zahodne Afrike onemogoča lastno gospodarsko planiranje, saj je bila njihova valuta prej vezana na francoski frank, danes pa na evro in da denarno politiko teh držav potemtakem narekuje Evropska centralna banka. Drugi se s tem ne strinjajo in menijo, da pomaga ohranjati stabilno valuto ter tako omogoča nemoteno blagovno izmenjavo teh držav s Francijo. Evropska unija je leta 2008 izvedla svojo oceno vezave franka CFA na evro ter ugotovila, da so koristi za ekonomsko integracijo znotraj in zlasti med obema obema monetarnima zvezama s frankom CFA majhne, vendar pa ima vezava franka CFA na francoski frank in po letu 1999 na evro pozitivne učinke na makroekonomsko stabilnost v teh dveh regijah.

## Poimenovanje
Med letoma 1945 in 1958 je kratica CFA pomenila Colonies françaises d'Afrique ("Francoske kolonije Afrike"), po letu 1958, ko je bila ustanovljena peta francoska republika, in do začetka 60-ih let dvajsetega stoletja, do osamosvojitve teh afriških držav, pa je bila to kratica za Communauté française d'Afrique ("Francoska skupnost Afrike"). Od osamosvojitve afriških držav kratico CFA razlagajo kot Communauté Financière Africaine ("Afriška finančna skupnost"), v splošni rabi pa ima dva pomena (glej spodaj).

## Zgodovina

### Uvedba
Frank CFA so uvedli 26. decembra 1945, skupaj s frankom CFP. Vzrok njuni uvedbi je bil šibek položaj francoskega franka takoj po drugi svetovni vojni.

### Menjalni tečaj
Ob uvedbi franka CFA je zanj veljal fiksen menjalni tečaj glede na francoski frank; spremenili so ga le dvakrat, leta 1948 in 1994 (v letih 1960 in 1999 je bila sprememba tečaja le posledica spremembe valute v Franciji):
- 26. 12. 1945–16. 10. 1948: 1 frank CFA = 1,70 FRF (FRF = francoski frank); menjalnega tečaja 1 : 1 niso izbrali, saj so s tem ublažili vpliv devalvacije francoskega franka na gospodarstvo zahodne Afrike (pred decembrom 1945 je bil lokalni frank v teh kolonijah vreden en francoski frank)
- 17. 10. 1948–31. 12. 1959:  1 frank CFA = 2,00 FRF (frank FCA je sledil devalvaciji francoskega franka v primerjavi z ameriškim dolarjem. 18. oktobra 1948 je francoski frank ponovno znatno devalviral, zato so opredelili novi menjalni tečaj franka CFA v primerjavi s francoskim frankom ter tako ublažili vpliv devalvacije francoskega franka; po oktobru 1948 niso nikoli več ponovno ovrednotili franka CFA glede na francoski frank in tako je frank CFA odtlej sledil devalvaciji francoskega franka)
- 1. 1. 1960–11. 1. 1994: 1 frank CFA = 0,02 FRF (1. 1. 1960 je francoski frank denominirali francoski frank; 1 novi frank je vrednostno zamenjal 100 starih frankov)
- 12. 1. 1994–31. 12. 1998: 1 frank CFA = 0,01 FRF (znatna devalvacija franka CFA, s čimer so pomagali afriškemu izvozu)
- od 1. 1. 1999 naprej: 100 frankov CFA = 0,152449 evra oziroma 1 evro = 655,957 franka CFA  (1. 1. 1999 je evro nadomestil francoski frank po tečaju 1 evro = 6,55957 FRF)

Pogosto je frank CFA deležen kritik, da je njegova vrednost previsoka, kar naj bi ustrezalo urbanim elitam v teh afriških državah, ki lahko tako kupujejo uvoženo blago ugodneje, na slabšem pa so kmetje, ki zaradi visokega menjalnega tečaja ne morejo izvažati svojih pridelkov. Z devalvacijo v letu 1994 so poskušali ublažiti to neravnovesje.

### Spremembe držav
V zgodovini se je število držav in ozemelj s frankom CFA kot uradno valuto spreminjalo, saj so nekatere države uvedle lastne valute. Hkrati pa so nekatere zahodnoafriške države valuto sprejele šele po njegovi uradni uvedbi, čeravno niso bile nikoli francoske kolonije.
- 1960: Gvineja je prenehala uporabljati frank CFA ter uvedla gvinejski frank
- 1962: Mali je prenehal uporabljati frank CFA ter uvedel malijski frank
- 1973 (po nekaterih virih 1972): Madagaskar je prenehal uporabljati frank CFA ter uvedel madagaskarski frank, ki so ga uporabljali hkrati z madagaskarskim ariarijem (1 ariari = 5 madagaskarskih frankov)
- 1973: Mavretanija je prenehala uporabljati frank CFA ter uvedla uguijo (1 uguija = 5 frankov)
- 1974: Saint-Pierre in Miquelon je frank CFA nadomestil s francoskim frankom
- 1975: Réunion je frank CFA nadomestil s francoskim frankom[7]
- 1976: Mayotte je frank CFA nadomestil s francoskim frankom[8]
- 1984: Mali je ponovno uvedel frank CFA (1 frank CFA = 2 malijska franka)
- 1985: Ekvatorialna Gvineja je uvedla frank CFA  (1 frank CFA = 4 bipkveleji)
- 1997: Gvineja Bissau je uvedla frank CFA (1 frank CFA = 65 bissavskih pesov)

### Evropska monetarna unija
Leta 1998 je Svet Evropske Unije obravnaval francoski pogodbi z območjem CFA in Komori in ugotovil:
- pogodbi z veliko verjetnostjo ne bosta imeli materialnih posledic na denarno politiko oziroma gibanje menjalnega tečaja v evroobmočju
- v svoji obstoječi obliki in načinu uveljavljanja z veliko verjetnostjo pogodbi ne bosta predstavljali ovir za nemoteno delovanje ekonomske in monetarne unije
- nobena določba v pogodbah ne prinaša obvez Evropski centralni banki (ECB) glede konvertibilnosti franka CFA in komorskega franka
- spremembe obstoječih pogodb ne bodo vodile do kakršnihkoli obvez Evropske centralne banke ali katerekoli nacionalne centralne banke
- francoska zakladnica bo jamčila za prosto konvertibilnost ob fiksnem tečaju med evrom in frankom CFA oziroma komorskim frankom
- pristojne francoske oblasti so zavezane, da poročajo Evropski komisiji, Evropski centralni banki in Ekonomsko-finančnem odboru o uveljavljanju pogodb in obvestijo Odbor pred uvedbo morebitnih sprememb tečaja med evrom in francom CFA oziroma komorskim frankom
- vsaka kasnejša sprememba pogodb zahteva odobritev Sveta na osnovi priporočil Komisije in posvetovanja z ECB

## Institucije
Strogo gledano obstajata dve različni valuti z nazivom frank CFA: zahodnoafriški frank CFA (koda valute po ISO 4217: XOF) in srednjeafriški frank CFA (XAF). V francoščini se pri obeh valutah razlikuje tudi pomen kratice CFA. Za obe valuti velja isti menjalni tečaj z evrom (1 evro = 655,957 XOF = 655,957 XAF) in za obe jamči francoska zakladnica (Trésor public), vendar se zahodnoafriški frank CFA uradno ne more uporabljati v srednjeafriških državah in obratno, srednjeafriški frank ne v zahodnoafriških državah. 

### Zahodnoafriški frank CFA
Zahodnoafriški frank (XOF) v francoščini imenujejo enostavno le Franc CFA, pri čemer kratica CFA pomeni Communauté financière d'Afrique ("Finančna skupnost Afrike") ali Communauté Financière Africaine ("Afriška finančna skupnost"). Izdaja ga banka BCEAO (Banque Centrale des États de l'Afrique de l'Ouest ("Centralna banka zahodnoafriških držav") s sedežem v Dakarju v Senegalu, in sicer za vseh 8 držav, članic UEMOA (Union Économique et Monétaire Ouest Africaine,  "Zahodnoafriška gospodarska in monetarna unija"):
- Benin
- Burkina Faso
- Gvineja Bissau
- Slonokoščena obala
- Mali
- Niger
- Senegal
- Togo

Teh osem držav je imelo leta 2013 skupno 102,5 milijona prebivalcev, in skupni bruto družbeni proizvod 78,4 milijarde ameriških dolarjev (podatek za leto 2012).

### Srednjeafriški frank CFA
Tudi srednjeafriški frank CFA (XAF) v francoščini imenujejo le Franc CFA, pri čemer pa kratica CFA pomeni Coopération financière en Afrique centrale ("Finančno sodelovanje v srednji Afriki"). Izdaja ga banka BEAC (Banque des États de l'Afrique Centrale, "Banka srednjeafriških držav") s sedežem v kamerunski prestolnici Yaoundé, in sicer za šest držav članic CEMAC (Communauté Économique et Monétaire de l'Afrique Centrale, "Gospodarska in monetarna skupnost srednje Afrike"):
- Kamerun
- Srednjeafriška republika
- Čad
- Republika Kongo
- Ekvatorialna Gvineja
- Gabon

Omenjenih šest držav je imelo v letu 2013 skupno število prebivalstva 45,0 milijona in skupni bruto družbeno proizvod 88,2 milijarde ameriških dolarjev (podatek za leto 2012).
Leta 1975 so izdali bankovce z eno stranjo, specifično za vsako državo članico, ter enako drugo stranjo, podobno kot velja za evrokovance.
Ekvatorialna Gvineja je edina bivša španska kolonija v tej zvezi držav in je valuto uvedla leta 1984.

## Galerija
- kovanec za 1 frank CFA
- bankovec za 500 frankov CFA
- bankovec za 1.000 frankov CFA